# Musaraigne naine
Sorex minutissimus
Espèce
Statut de conservation UICN

 LC  : Préoccupation mineure
Sorex minutissimus, la Musaraigne naine ou Musaraigne minuscule est une espèce de petits mammifères insectivores de la famille des Soricidae. C'est l'une des plus petites musaraignes du genre Sorex.

## Description
La Musaraigne naine est plus petite que la musaraigne pygmée avec notamment une queue plus courte (2,1 à 2,9 cm au lieu de 3,2 à 4,6 cm) mais également une longueur de la tête et du corps (3,4 à 5 cm), celle du pied postérieur (7,5 à 8,7 mm) et une masse (1,3 à 3,5 g) plus faibles. Sa rangée dentaire mesure moins de 6 mm de long.
Son pelage est brun à gris brun foncé sur les parties supérieures, plus clair sur les flancs (avec une délimitation nette par rapport au-dessus) et brunâtre clair à gris clair pour le dessous. La queue est brune dessus et gris clair dessous, ces deux couleurs étant bien séparées). L'extrémité de celle-ci présente une touffe de poils bruns assez longs. Les pieds sont gris clair.
Les femelles possèdent trois paires de mamelles.
Quelques espèces du même genre sont très ressemblantes : Musaraigne pygmée, Musaraigne carrelet, Musaraigne couronnée, Musaraigne masquée et Musaraigne sombre.

## Répartition
La Musaraigne naine peuple le nord de l'Eurasie : du nord et de l'est de l'Europe à la Sibérie orientale, Sakhaline et au Japon.

## Habitat
Cette espèce fréquente la taïga et localement la toundra. Ses biotopes préférentiels sont constitués par les forêts de conifères avec des épais tapis de mousses et de myrtilles, les dépressions marécageuses avec des épicéas (Picea abies), les bords des tourbières mais également les coupes à blanc et les lieux secs. L'hiver, elle vient parfois dans les garde-manger.

## Comportement
Sa biologie est très mal connue. Elle nage et grimpe très bien. Ses périodes d'activité sont plus fréquentes que chez les autres musaraignes, probablement en raison de sa taille plus réduite.
Les sons qu'elle émet se trouvent presque exclusivement dans le domaine ultrasonore, tout comme ceux des chauve-souris. Seules de faibles stridulations peuvent être perçues.

## Alimentation
La Musaraigne naine se nourrit surtout de petits insectes mais aussi de rongeurs morts.

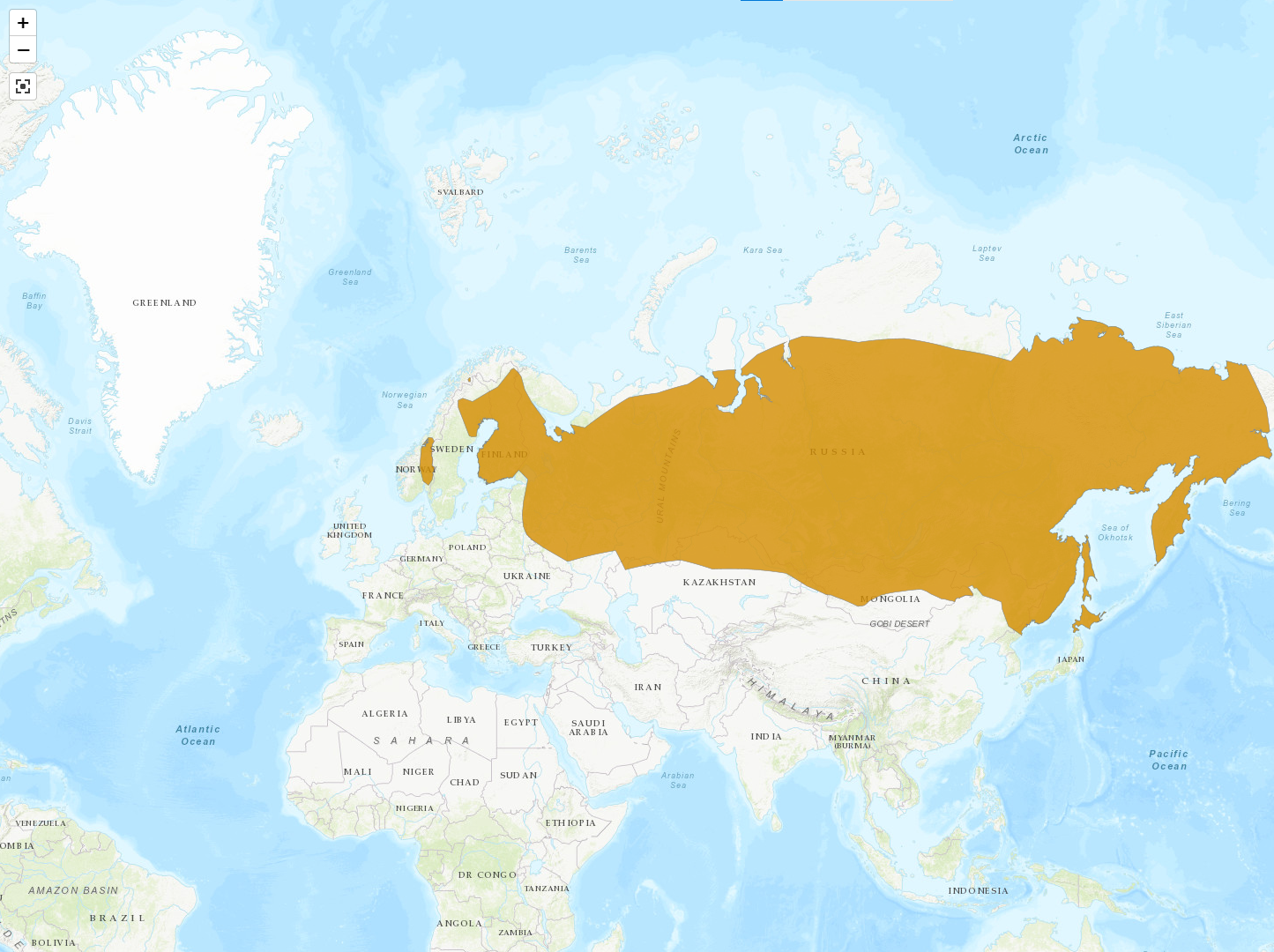
Carte de répartition de l'espèce

## Reproduction
La Musaraigne naine effectue de une à deux portées annuelles comportant chacune trois à six jeunes.